# ラリト・ラジェシュワリー・ラージャ・ラクシュミー・デビー
ラリト・ラジェシュワリー・ラージャ・ラクシュミー・デビー（Lalit Rajeshwari Rajya Lakshmi Devi, 1854年 - 1917年）は、ネパール王国の王太子トライローキャ・ビクラム・シャハの妃。プリトビ・ビール・ビクラム・シャハの母親でもある。

## 生涯
1854年 、ラリト・ラジェシュワリーはジャンガ・バハドゥル・ラナの娘として、カトマンズのタパタリ宮殿で誕生した。
1860年6月10日、王国の首相で全権を握っていた父により、スレンドラ王の息子トライローキャ・ビクラム・シャハとタパタリ宮殿で結婚させられた。
1881年5月17日から1893年8月8日まで、幼王である息子プリトビ・ビール・ビクラム・シャハの摂政を務めた。
1917年、ラリト・ラジェシュワリーはカトマンズのパシュパティナートで死亡した。